# 瓜尼扬伊斯
瓜尼扬伊斯是巴西米纳斯吉拉斯州的一个市镇。总面积1076.036平方公里，总人口29286人，人口密度27.2人/平方公里。